# Pseudoterpna cythisaria
Pseudoterpna cythisaria là một loài bướm đêm trong họ Geometridae.